# Robert Byrd
Robert Carlyle Byrd (North Wilkesboro, Carolina del Nord, 20 de novembre de 1917 - Falls Church, Virgínia, 28 de juny de 2010) fou un polític estatunidenc, membre del Partit Demòcrata, senador per Virgínia Occidental al Congrés dels Estats Units des de 1955 fins al 2010.